# ميتشيتاكا أكيموتو
ميتشيتاكا أكيموتو (باليابانية: 秋本 倫孝) (24 سبتمبر 1982 في شيزوكا في اليابان – )؛ هو لاعب كرة قدم ياباني سابق كان يلعب كمدافع.

## وصلات خارجية
- ميتشيتاكا أكيموتو على موقع رابطة كرة القدم اليابانية للمحترفين (اليابانية)
- ميتشيتاكا أكيموتو على موقع قاعدة بيانات كرة القدم.إي يو (الإنجليزية)
- ميتشيتاكا أكيموتو على موقع Soccerway.com (الإنجليزية)
- ميتشيتاكا أكيموتو على موقع عالم كرة القدم.نت (الإنجليزية)